# SAu 40式自走炮
SAu 40式自走炮是一款使用索瑪S-35戰車底盤的自走炮。這款自走炮最初是ARL V 39的競爭對手。最初，法軍曾經訂購了36輛SAu 40。但出於方便ARL V 39的標準化生產的目的，加之這款自走炮在裝配75毫米APX火炮時暴露出了問題，所以法軍最終取消了訂單。SAu 40安裝了自動裝彈機，並爲無線電臺預留出了空位。它的原型車曾經在1940年6月參加過戰鬥。
曾經有計劃將47毫米mle 1937式火炮裝上SAu 40，從而使得它們成爲驅逐戰車。法軍曾訂購了72輛這樣的SAu 40，但是，其量產卻因法國投降而中止。